# Plecia recaviterga
Plecia recaviterga är en tvåvingeart som beskrevs av Hardy och Mercedes Delfinado 1969. Plecia recaviterga ingår i släktet Plecia och familjen hårmyggor.
Artens utbredningsområde är Filippinerna. Inga underarter finns listade i Catalogue of Life.